# Onzième (musique)
Cet article concerne l’intervalle. Pour l’accord de neuvième, voir Accord de onzième et treizième.

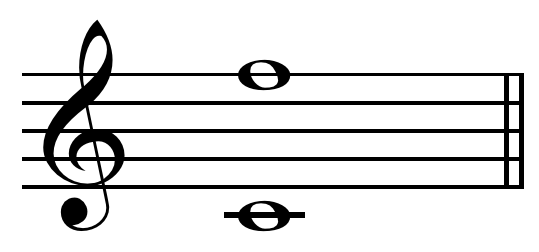
Onzième Do-Fa.

En théorie musicale, une onzième (parfois abrégée « 11e ») est un intervalle constitué d'une quarte augmentée d'une octave, soit un intervalle de 8 tons et demi. Il s'agit d'un intervalle redoublé. De même que la quarte, la onzième peut être altérée et devenir diminuée ou augmentée.
La onzième intervient dans les accords de onzième.